# Ilhéus
Ilhéus – miasto w Brazylii, w stanie Bahia, nad Oceanem Atlantyckim.
Liczba mieszkańców w 2021 wynosiła 157 639.
W mieście rozwinął się przemysł spożywczy.